# Казанова Панзарине (Сијена)
Казанова Панзарине је насеље у Италији у округу Сијена, региону Тоскана.
Према процени из 2011. у насељу је живело 67 становника. Насеље се налази на надморској висини од 219 м.